# پیتر براونل
پیتر سی. براونل (Peter C. Brownell) (متولد ۱۹۴۸)، سیاستمدار آمریکایی است که به عنوان سی و نهمین شهردار شهر برلینگتون ایالت ورمانت خدمت کرد. قبل از دورهٔ تصدی به عنوان شهردار، در سیاست محلی فعال بود و در هیئت مدیره مدرسه و در شورای شهر خدمت می‌کرد. پس از شهرداری، در مجلس سنای ایالت ورمانت خدمت کرد. براونل واپسین جمهوری‌خواه است که به‌عنوان شهردار شهر برلینگتون انتخاب شده است.
براونل در شهر نیویورک بدنیا آمد و در مدرسهٔ رزماری هال چات، دانشگاه پنسیلوانیا و دانشگاه ورمانت تحصیل کرد. پس از خدمت در نیروی هوایی ایالات متحده آمریکا، به شهر برلینگتون ایالت ورمانت رفت و در آنجا وارد فعالیت‌های سیاسی شد. در سال ۱۹۸۳ و مجدداً در سال ۱۹۸۶ در هیئت مدیره مدرسهٔ شهر انتخاب شد. براونل در انتخابات ویژه سال ۱۹۸۹ به عضویت شورای شهر انتخاب شد و در انتخابات‌های سال ۱۹۹۰ و ۱۹۹۲ مجدداً در این شورا انتخاب شد.
براونل، علیرغم مزیت داوطلبانه کلاول برای جمع‌آوری کمک‌های مالی و کمپین انتخاباتی، در انتخابات شهرداری سال ۱۹۹۳ برلینگتون در برابر پیتر کلاول، شهردار آن زمان از حزب ائتلاف ترقی‌خواه، کاندید شد. با پیروزی براونل این نخستین بار بود که یک جمهوری‌خواه پس از ادوارد اِی. کینن در سال ۱۹۶۵، سمت شهرداری را به‌عهده گرفت. براونل در انتخاب مجدد در سال ۱۹۹۵ در برابر کلاول شکست خورد. در انتخابات ۱۹۹۶ در مجلس سنای ایالتی انتخاب شد و در سال ۱۹۹۸ مجدداً در این مجلس انتخاب شد، اما در انتخابات سال ۲۰۰۰ به دلیل حمایتش از اتحادیه‌های همجنس‌گرایان، در نامزدی مجدد خود شکست خورد.

## اوایل زندگی و آموزش
براونل در سال ۱۹۴۸ در شهر شهر نیویورک ایالت نیویورک در خانوادهٔ مری هیستر گاسکیل (۱۹۱۶–۲۰۰۷) و لینکلن سی. براونل (۱۹۱۴–۲۰۱۰)، متولد شد. چاونسی دبلیو. براونل، پدربزرگ براونل، وزیر خارجه ایالت ورمانت بود و در مجلس سنای ایالت ورمانت خدمت کرد. براون در دوران کودکی، به‌خاطر بازرگانی پدرش، بین لانگ آیلند، نیویورک و سایگون ویتنام جنوبی رفت و آمد می‌کرد.
براونل از مدرسهٔ رزماری هال چات فارغ شد. در سال ۱۹۶۹ با کریستینا براتون که در دانشگاه پنسیلوانیا در ایالت مریلند که با وی آشنا شده بود، ازدواج کرد. در سال ۱۹۷۰ پس از تحصیل در رشتهٔ تخصصی مهندسی شیمی، با کسب مدرک کارشناسی در رشتهٔ جامعه‌شناسی از دانشگاه پنسیلوانیا و در سال ۱۹۷۸ با اخذ مدرک کارشناسی ارشد در رشتهٔ ادارهٔ بازرگانی از دانشگاه ورمانت فارغ شد. به مدت شش سال در نیروی هوایی ایالات متحده خدمت کرد. در سال ۱۹۷۸ خانوادهٔ خود را به شهر برلینگتون ایالت ورمانت انتقال داد. براونل مدت پانزده سال به عنوان تحلیل‌گر مالی در شرکت جنرال الکتریک کار کرد.

## حرفه

### هیئت مدیرهٔ مدرسه
براونل چندین بار تلاش کرد تا در کمیسیون پلیس یا فرودگاه شهر برلینگتون به کار گماشته شود، اما در هر بار رد شد. دیانا گالاقر، یکی از اعضای هیئت مدیره در سال ۱۹۸۳، از حوزهٔ انتخابیه ششم کاندید کرسی شورای شهر شد. براونل به اتفاق آرا برندهٔ نامزدی حزب جمهوری‌خواه برای جانشینی گالاقر در هیئت مدیره مدرسه از حوزهٔ انتخابیهٔ ششم شد و در انتخابات عمومی هان جی. پوک، عضو آن زمان شورای شهر را شکست داد. در انتخابات سال ۱۹۸۵ کاندید نشد، زیرا می‌خواست وقت بیشتری را با خانوادهٔ خود سپری نماید و الیزابت وان بورین، یکی از اعضای حزب دموکرات بدون مخالفت جایگزین وی شد. براونل در سال ۱۹۸۶ برندهٔ نامزدی حزب جمهوری‌خواه برای رقابت در هیئت مدیره مدرسه حوزهٔ انتخابیه ششم شد و در انتخابات عمومی بدون مخالفت پیروز شد. براونل در انتخابات سال ۱۹۸۸ برای انتخاب مجدد کاندید نکرد.
در جریان دورهٔ تصدی در هیئت مدیره مدرسه، به عنوان رئیس کمیته مالی خدمت کرد و در نظر داشتن در سال ۱۹۸۶ کاندید ریاست هیئت مدیره مدرسه شود اما حمایت کافی با خود نداشت.

### شورای شهر
دیوید دیلاندر، یکی از اعضای جمهوری‌خواه شورای شهر، در سال ۱۹۸۹ از شورای شهر استعفا کرد و در واشینگتن دی.سی. در کمیسیون بورس و اوراق بهادار ایالات متحده به کار مشغول شد. براونل نامزدی حزب جمهوری‌خواه را بدست آورد و در یک انتخابات ویژه گرگ گوما، نامزد حزب دموکرات و حزب ائتلاف ترقی‌خواه را شکست داد. براونل در جریان کمپین انتخاباتی ۲۱۷۰ دلار جمع‌آوری ۴۷۲ دلار هزینه کرد در حالی‌که گوما ۸۷۵ دلار جمع‌آوری و ۶۴۰ دلار هزینه کرد.
براونل در انتخابات سال ۱۹۹۰ بی بوکچین، نامزد حزب سبزها را شکست داد. در سال ۱۹۹۲ بدون مخالفت برندهٔ انتخابات مجدد شد. براونل پس از انتخاب به عنوان شهردار، از شورای شهر استعفا کرد. یک انتخابات ویژه برای پر کردن کرسی خالی در شورای شهر برگزار شد و تام رایان، نامزد حزب جمهوری‌خواه برندهٔ این کرسی شد.
براونل در جریان دورهٔ تصدی در شورای شهر، در کمیتهٔ مالی خدمت کرد. پس از استعفای جان واتسن، یکی از اعضای شورای شهر از حوزهٔ انتخابیه پنجم، علاقمند رقابت بر سر کرسی ریاست شورای شهر شد، زیرا استعفای واتسن سبب شد که دموکرات‌ها رای کافی نداشته باشد، اما بعداً از رقابت در انتخابات خودداری کرد.

### دورهٔ ریاست شهرداری

#### انتخابات‌ها
حزب جمهوری‌خواه در انتخاب‌های شهرداری سال‌های ۱۹۸۵، ۱۹۸۷، ۱۹۸۹ و ۱۹۹۱، کاندید نداشت. براون در ۱۴ ماه ژوئن سال ۱۹۹۳ تصمیم خود را برای رقابت بر سر نامزدی حزب جمهوری‌خواه اعلام کرد و در ۲۰ ژانویه برنده شد. علیرغم این‌که کلاول نسبت به براونل برتری داشت و کلاول ۲۲۰ داوطلب در مقایسه با ۲۰ داوطلب براونل داشت، براونل در حالی‌که صرف در دو ناحیهٔ شورای شهر برنده شده بود، کلاول را شکست داد. برنده شدن براونل، به کنترل حزب ائتلاف ترقی‌خواه بر شهرداری که این حزب از زمان انتخابات سال ۱۹۸۱ کنترل آن را به دست داشت، پایان داد و براونل نخستین جمهوری‌خواه بود که پس از کناره‌گیری ادوارد ای. کینن از سمت شهرداری در سال ۱۹۶۵ این سمت را به‌عهده گرفت. برلینگتون اظهار داشت که به دلیل تصویب قانون پرداخت مزایای مراقبت‌های بهداشتی برای شرکای داخلی کارکنان شهر، در انتخابات شکست خورد.
رابرت کی. بینگ، شهردار پیشین جمهوری‌خواه، نسبت به پیروزی براونل خوشحال بود، در حالی‌که برنی سندرز، عضو مجلس نمایندگان ایالات متحده که از سال ۱۹۸۱ تا سال ۱۹۸۹ شهردار بود، نسبت به شکست کلاول اظهار ناامیدی کرد. پیروزی براونل در انتخابات سال ۱۹۹۳، واپسین پیروزی جمهوری‌خواهان در انتخابات شهرداری شهر برلینگتون است.
براونل در ۹ ژانویه سال ۱۹۹۵، اعلام کرد که برای یک دور دیگر نامزد کرسی سمت شهرداری می‌شود. اما در انتخابات عمومی توسط کلاول شکست خورد. در جریان کمپین انتخاباتی، کلاول ۴۱۰۲۰ دلار جمع‌آوری کرد و ۴۰۶۴۴ دلار هزینه کرد، براونل ۲۲۲۶۳ دلار جمع‌آوری کرد و ۱۶۵۲۷ دلار هزینه کرد و پاول لافایت ۱۶۱۵۲ دلار جمع‌آوری کرد و ۱۶۰۴۰ دلار هزینه کرد.